# ديث باي ديغريز
ديث باي ديغريز (بالإنجليزية: Death by Degrees)‏ ، هي لعبة فيديو من نوع مغامرات الأكشن والضربة المبرحة، أنتجها شركة نامكو اليابانية سنة 2005م.